# Tetrafobija
Tetrafobija je strah od  broja 4. Najčešće se javlja u zemljama Istočne Azije kao što su Kina, Japan, Koreja i Tajvan.
Kineska riječ za broj četiri zvuči slično kao riječ za smrt u mnogim oblicima govornog kineskog jezika. Slično je i u sino-japanskom i sino-korejskom rječniku.
Posebna se pozornost obraća izbjegavanju broja 4 tijekom praznika ili u slučaju bolesti u obitelji, posebno u kineskoj kulturi. Tako se izbjegavaju svi brojevi koji u sebi sadrže brojku 4 kao 14, 24, i sl. U ovim zemljama, katovi s ovim brojevima se preskaču u zgradama, hotelima, kao i u bolnicama. Stolovi označeni brojevima 4, 14, 24 i sl. također se izbjegavaju na večerama povodom vjenčanja ili drugih društvenih okupljanja. U kompleksima za stanovanje blokovi zgrada koji bi trebali nositi brojeve 4, 14, 24 i sl. obično nose brojeve 3A, 13A, 23A itd.
U Hong Kongu, u zgradama kao što su Vision City i The Arch, preskočeni su katovi od 40 do 49, tako da odmah poslije 39. kata je 50. kat. Ovo zbunjuje ljude koji nisu svjesni tetrafobije i vjeruju da navedeni katovi nedostaju.
U Kini serije vojnih aviona počinju s brojem 5, kao u slučaju aviona, a tajvanska i južnokorejska mornarica ne koriste broj 4 na svojim brodovima.